# Ptycta lobophora
Ptycta lobophora är en insektsart som beskrevs av Ian W.B. Thornton 1984. Ptycta lobophora ingår i släktet Ptycta och familjen storstövsländor. Inga underarter finns listade i Catalogue of Life.